# Lädervaxskivling
Lädervaxskivling (Hygrocybe russocoriacea) är en svampart som först beskrevs av Berk. & Jos.K. Mill., och fick sitt nu gällande namn av P.D. Orton & Watling 1969. Lädervaxskivling ingår i släktet Hygrocybe och familjen Hygrophoraceae.  Arten är reproducerande i Sverige. Inga underarter finns listade i Catalogue of Life.

## Bildgalleri

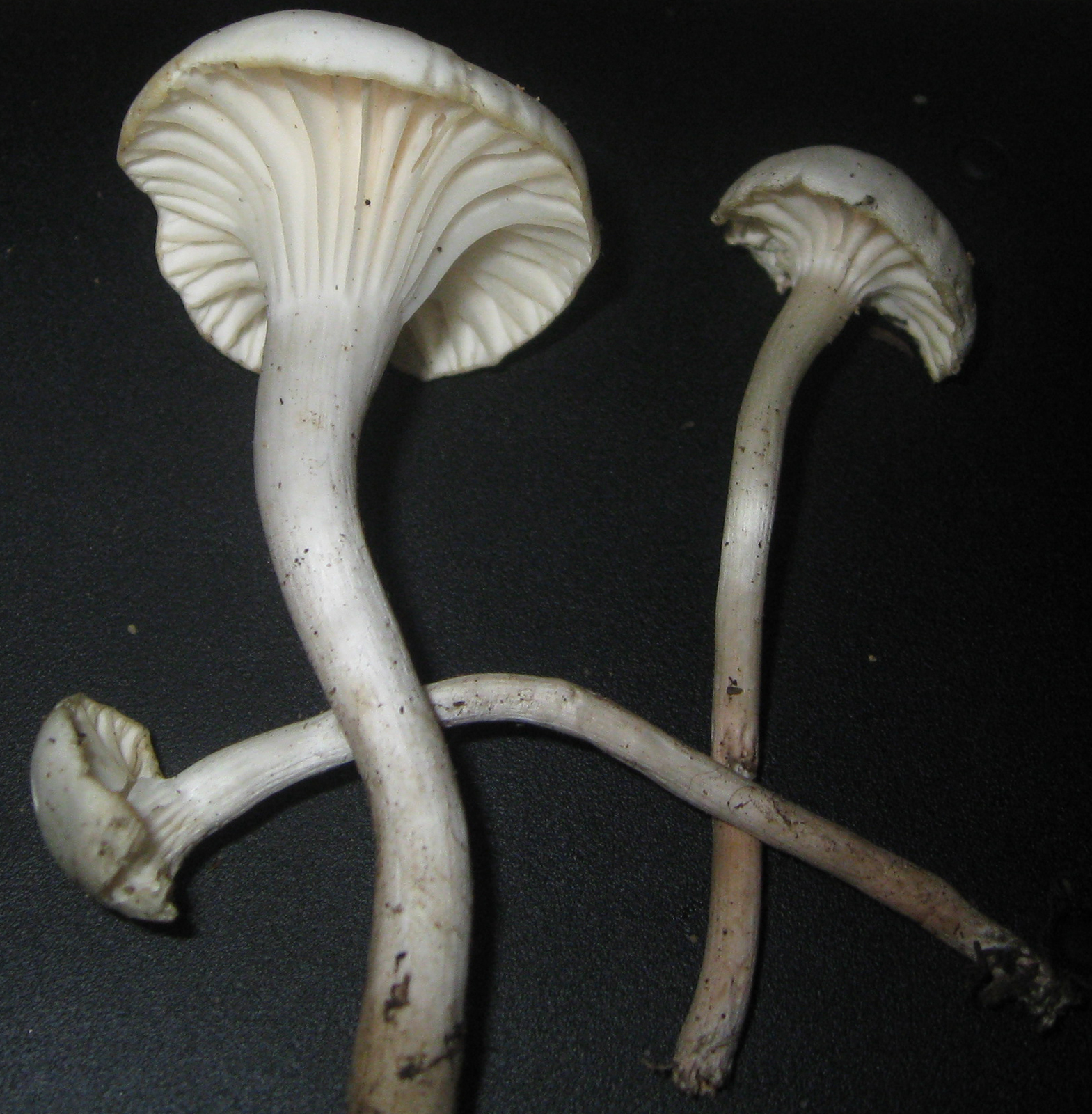
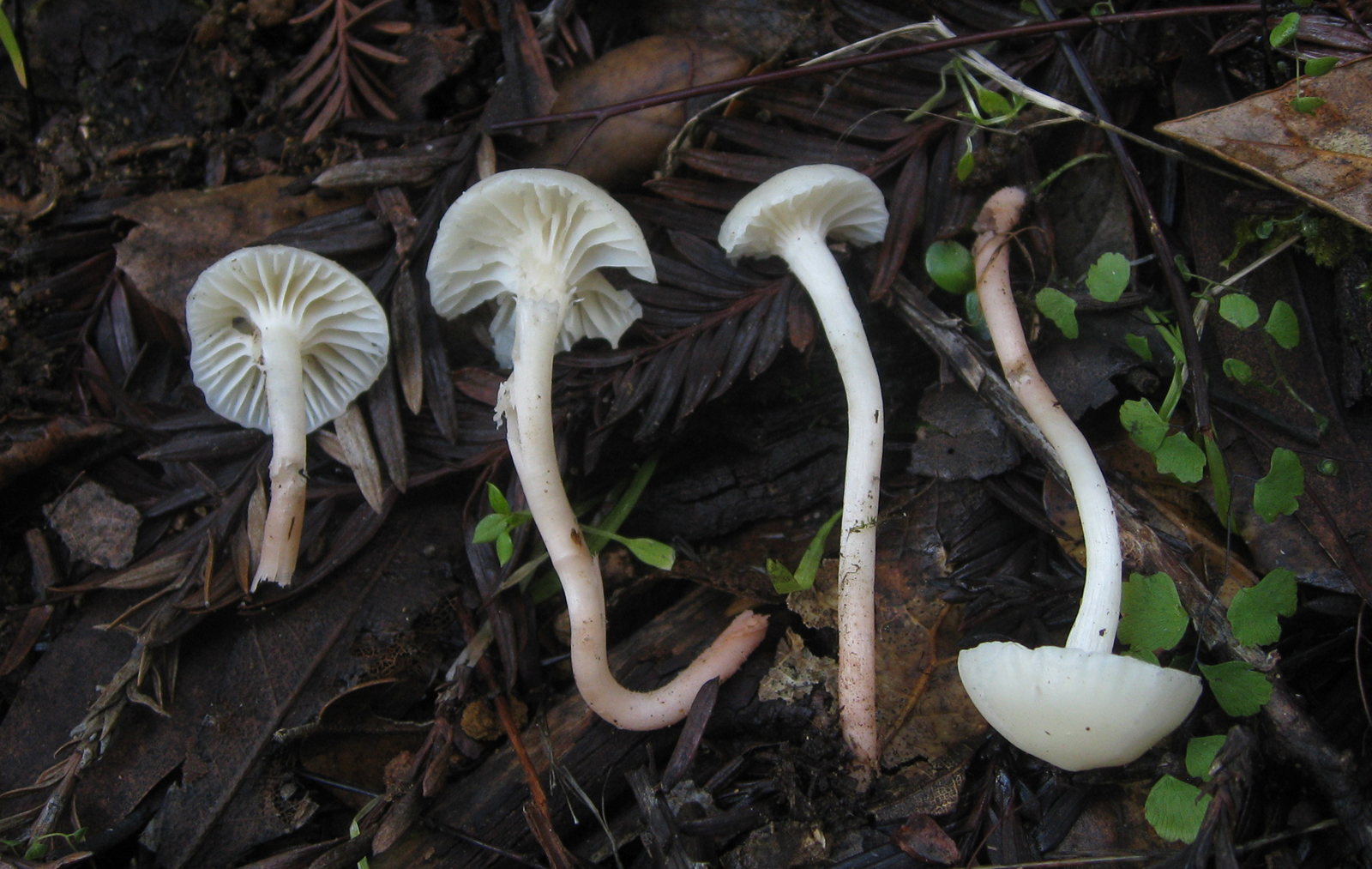
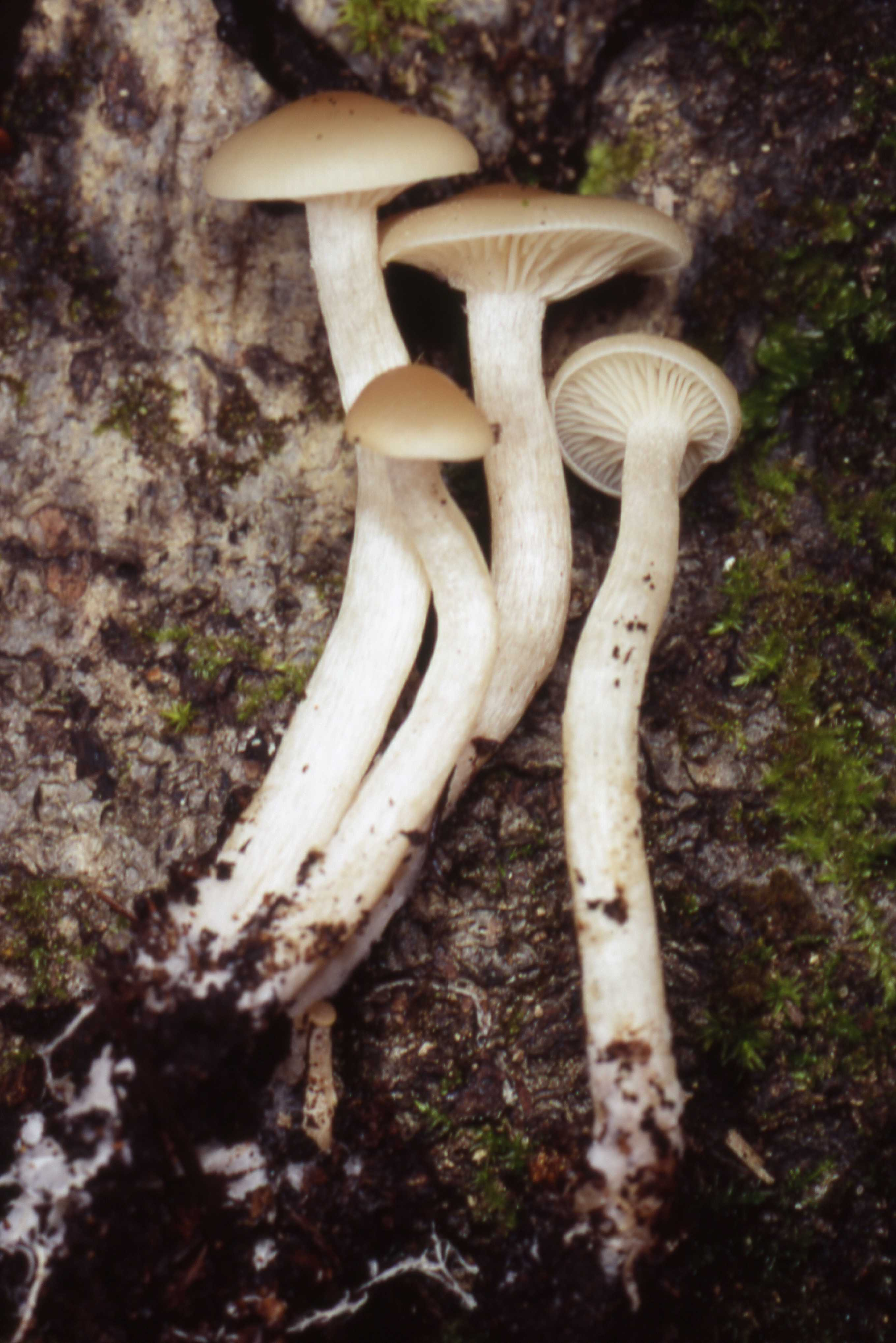
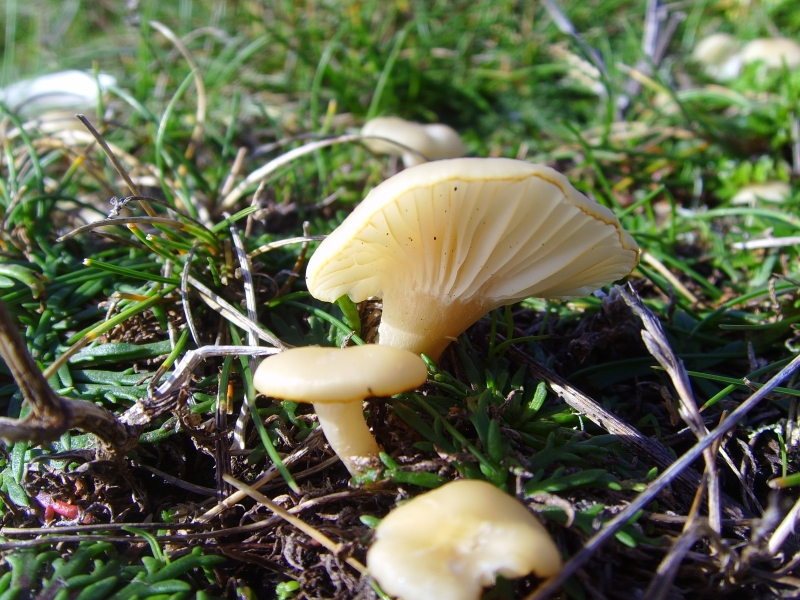